# David K. Stewart
David K. Stewart (* 27. August 1937 in Jeffersonville, Indiana; † 16. Oktober 1997 in Los Angeles) war ein US-amerikanischer Kameramann und Filmtechniker, der sich auf visuelle Effekte spezialisiert hat.

## Leben
Geboren in Indiana, zog Stewart fünfjährig mit seiner Familie nach Los Angeles. Er besuchte das Long Beach City College, welches er 1957 in Fotojournalismus abschloss. Nachdem er mit seiner Frau kurz in der Fotografiebranche in Mexiko-Stadt tätig gewesen war, kehrte er mit einem schlecht bezahlten Job im Filmgeschäft zurück. Stewart arbeitete sich zum Kameramann-Assistenten hoch und wechselte 1971 für fünf Jahre zu Robert Abel Films. Seine Filmkarriere begann 1976 mit seiner Mitarbeit am Film Unheimliche Begegnung der dritten Art.
1980 wurde Stewart zusammen mit Douglas Trumbull, John Dykstra, Richard Yuricich, Robert Swarthe und Grant McCune für einen Oscar in der Kategorie Beste visuelle Effekte für Star Trek: Der Film nominiert. Er starb am 16. Oktober 1997 an einem plötzlichen Herzinfarkt in einem Krankenhaus in Los Angeles. Er hinterließ zwei Söhne.

## Filmografie (Auswahl)
Als Kameramann:
- 1991: Back to the Future... The Ride (Kurzfilm)

visuelle Effekte:
- 1977: Unheimliche Begegnung der dritten Art (Close Encounters of the Third Kind)
- 1979: Star Trek: Der Film (Star Trek: The Motion Picture)
- 1982: Blade Runner
- 1983: Die Outsider (The Outsiders)
- 1983: Brainstorm
- 1984: 2010: Das Jahr, in dem wir Kontakt aufnehmen (2010: The Year We Make Contact)
- 1986: Solarfighters
- 1990: Jagd auf 'Roter Oktober' (The Hunt for Red October)
- 1992: Alien 3 (Alien³)
- 1995: Judge Dredd
- 1996: Eraser
- 1997: Turbulence
- 1997: Air Force One
- 1997: Event Horizon – Am Rande des Universums (Event Horizon)

## Auszeichnungen
- 1980: Oscar: Nominierung in der Kategorie Beste visuelle Effekte für Star Trek: Der Film